# The Enemies
The Enemies è un cortometraggio muto del 1915 diretto da Harry Davenport.

## Produzione
Il film fu prodotto dalla Vitagraph Company of America (come Broadway Star Feature).

## Distribuzione
Distribuito dalla General Film Company, il film - un cortometraggio in tre bobine - uscì nelle sale cinematografiche statunitensi il 30 marzo 1915.